# Rock Sound
Rock Sound (auch ROCKSOUND) ist eine britische Musikzeitschrift, die seit 1999 von dem französischen Verlag Freeway Press gedruckt und veröffentlicht wird. Freeway Press veröffentlichte auch die französische Ausgabe der Zeitschrift. 2011 betrug die Auflage der gedruckten Magazine ca. 15.000 Exemplare.
Die Zeitschrift, welche monatlich erscheint, hat sich auf Rockmusik spezialisiert und berichtete anfangs hauptsächlich über die britische Underground-Szene, jedoch nahm die Zahl dieser Artikel mit der Zeit ab. Chefredakteur ist Patrick Napier.

## Album des Jahres
Seit 1999 stellt das Magazin eine Liste mit den 75 besten Alben des Jahres auf. Diese Listen werden über mehrere Tage veröffentlicht. Die Gewinner sind seit 1999:
- 1999 – Filter – Title of Record[2]
- 2000 – A Perfect Circle – Mer de Noms
- 2001 – System of a Down – Toxicity
- 2002 – Isis – Oceanic
- 2003 – Hell Is for Heroes – The Neon Handshake
- 2004 – Isis – Panopticon
- 2005 – Coheed and Cambria – Good Apollo, I'm Burning Star IV, Volume One: From Fear Through the Eyes of Madness
- 2006 – The Bronx – The Bronx[3]
- 2007 – Biffy Clyro – Puzzle[4]
- 2008 – Genghis Tron – Board Up the House[5]
- 2009 – Mastodon – Crack the Skye[6]
- 2010 – Bring Me the Horizon – There Is a Hell, Believe Me I’ve Seen It. There Is a Heaven, Let’s Keep It a Secret[7]
- 2011 – Mastodon – The Hunter
- 2012 – The Menzingers – Oh the Impossible Past
- 2013 – Letlive – The Blackest Beautiful